# 菲茨傑拉德冰原島峰
66°15′S 52°49′E / 66.250°S 52.817°E
菲茨傑拉德冰原島峰是南極洲的冰原島峰，位於恩德比地，處於科德林頓山以北4公里，由3座山峰組成，海拔高度1,520米，在1956年由澳大利亞的探險隊發現。